# Bisdom Almenara
Het bisdom Almenara (Latijn: Dioecesis Almenarensis) is een rooms-katholiek bisdom met als zetel Almenara, in Brazilië. Het bisdom is suffragaan aan het aartsbisdom Diamantina.

## Geschiedenis
Het bisdom werd opgericht op 28 maart 1981, uit delen van de bisdommen Araçuaí en Teófilo Otoni.

## Parochies
Het bisdom had in 2022 een oppervlakte van 15.618 km2 en telde 192.835 inwoners waarvan 74,0% rooms-katholiek was.

## Bisschoppen
- José Geraldo Oliveira do Valle (10 mei 1982 - 31 augustus 1988)
- Diogo Johannes Antonius Reesink (2 augustus 1989 - 25 maart 1998)
- Hugo María Van Steekelenburg (23 juni 1999 - 19 juni 2013)
- José Carlos Brandão Cabral (19 juni 2013 - 3 augustus 2022)
- José Hamilton de Castro (12 april 2023 - heden)

Diamantina (aartsbisdom) · Almenara · Araçuaí · Guanhães · Teófilo Otoni